# NXT The Great American Bash (2024)
NXT The Great American Bash (2024) – dwudziesta szósta gala wrestlingu w chronologii cyklu The Great American Bash oraz dwunasta gala wyprodukowana przez federację WWE. Gala była wyprodukowana dla zawodników z brandu NXT. Gala była podzielona na dwie części i odbyła się 30 lipca i 6 sierpnia 2024 w WWE Performance Center w Orlando w stanie Floryda. Emisje były przeprowadzona na żywo za pośrednictwem Syfy.
Na pierwszym tygodniu odbyło się sześć walk. W walce wieczoru, Roxanne Perez pokonała Theę Hail broniąc NXT Women’s Championship. W innej ważnej walce, The Unholy Union (Alba Fyre i Isla Dawn) pokonały Meta-Four (Jakarę Jackson i Lash Legend) broniąc WWE Women’s Tag Team Championship w walce otwierającej galę.
Na drugim tygodniu odbyło się także sześć walk. W walce wieczoru, Axiom i Nathan Frazer pokonali MSK (Wesa Lee i Zachary’ego Wentza) broniąc NXT Tag Team Championship. W innych ważnych walkach, wrestler TNA Joe Hendry pokonał Joe Coffeya, a Ethan Page pokonał Oro Mensaha, zachowując NXT Championship.

## Produkcja

### Tło
The Great American Bash to gala wrestlingu założona w 1985 roku. Po przejęciu przez WWE World Championship Wrestling (WCW) w marcu 2001 roku, organizacja wznowiła tę galę jako własne coroczne pay-per-view (PPV) w 2004 roku, które trwało do 2009 roku. Po tej gali w 2009 roku The Great American Bash zostało przerwane jako PPV. W 2012 roku WWE wznowiło galę, które odbyło się jako specjalny odcinek SmackDown, ale ponownie zostało przerwane. W 2020 roku WWE ponownie ożywiło galę, tym razem dla rozwojowego brandu NXT jako coroczny program telewizyjny programu NXT. 7 lipca 2024 roku podczas Heatwave ogłoszono, że dwunaste Great American Bash pod szyldem WWE i dwudzieste szóste w sumie odbędzie się 6 sierpnia w WWE Performance Center w Orlando w stanie Floryda. Specjalny odcinek NXT zostanie wyemitowany w Stanach Zjednoczonych na platformie Syfy w związku z relacjami z Letnich Igrzysk Olimpijskich 2024 na USA Network. Jednak 16 lipca ogłoszono, że The Great American Bash zostanie rozszerzony na dwuczęściowy odcinek specjalny, który również odbędzie się 30 lipca.

### Rywalizacje
NXT The Great American Bash oferowało walki profesjonalnego wrestlingu z udziałem wrestlerów należących do brandu NXT. Wyreżyserowane rywalizacje (storyline’y) były kreowane podczas cotygodniowych gal NXT. Wrestlerzy są przedstawieni jako heele (negatywni, źli zawodnicy i najczęściej wrogowie publiki) i face’owie (pozytywni, dobrzy i najczęściej ulubieńcy publiki), którzy rywalizują pomiędzy sobą w seriach walk mających budować napięcie. Kulminacją rywalizacji jest walka wrestlerska lub ich seria.

#### Pojedynek o NXT Women’s Championship
9 lipca na odcinku NXT, Ridge Holland z Chase University powiedziała koleżance ze stajni, Thei Hail, że jest gotowa na kolejną walkę o NXT Women’s Championship, gdzie w jego posiadaniu jest Roxanne Perez. Później tej nocy, Hail pokonała Izzi Dame poprzez poddanie. Tydzień później, Perez wyraziła frustrację z powodu braku szacunku wobec niej i powiedziała, że Hail nie zasługuje na walkę o tytuł. Hail przerwała, mówiąc, że Perez nie jest nic winien i obiecała odebrać jej tytuł. Obydwie pokłóciły się, zanim pojawił się Holland i powstrzymał Hail. Tydzień później ogłoszono, że Perez będzie bronić swojego tytułu przeciwko Hail na pierwszym tygodniu The Great American Bash.

#### Pojedynek o NXT Heritage Cup
9 lipca na odcinku NXT, Wren Sinclair była świadkiem, jak No Quarter Catch Crew (NQCC) (Charlie Dempsey, Myles Borne i Tavion Heights) prawdopodobnie mordowali (kayfabe) kolegę ze stajni Damona Kempa. Miało to na celu skreślenie Kempa z telewizji po jego zwolnieniu z WWE. Tydzień później, Dempsey zwrócił się o radę do NXT Heritage Cup championa Tony’ego D’Angelo, ale Sinclair wyraziła chęć dołączenia do NQCC, czego Dempsey odmówił. W następnym odcinku NXT, Sinclair szantażowała Dempseya i oświadczyła, że jeśli nie wygra swojej walki tej nocy, powie wszystkim o działaniach NQCC. Sinclair wygrała swoją walkę po interwencji Dempseya. Później tej nocy za kulisami, D’Angelo powiedział, że szanuje NQCC i zgodził się postawić jego Puchar na szali przeciwko Heightsowi na pierwszym tygodniu The Great American Bash.

#### Pojedynek o WWE Women’s Tag Team Championship
23 lipca na odcinku NXT, Jakara Jackson i Lash Legend z The Meta-Four pokonały Karmen Petrovic i Sol Rucę. Po walce wyzwały The Unholy Union (Alba Fyre i Isla Dawn) z Raw na pojedynek o WWE Women’s Tag Team Championship na pierwszym tygodniu The Great American Bash. Fyre i Dawn przyjęły wyzwanie za pośrednictwem X i walka została uznana za oficjalną.

#### Koncert Joe Hendy’ego oraz Joe Coffey vs. Joe Hendy
W czerwcu 2024 roku, Joe Hendry z Total Nonstop Action Wrestling (TNA) zaczął pojawiać się w NXT. Ogłoszono, że Hendry będzie gospodarzem koncertu na żywo w ringu na pierwszym tygodniu The Great American Bash. Pierwszej nocy Hendry zaśpiewał piosenkę, w której kpił z Gallus (Joe Coffey, Mark Coffey i Wolfgang), który feudował z Hendrym od czasu jego debiutu w NXT. Gallus przerwał koncert i zaatakował Hendry’ego, który uzyskał przewagę. Hendry później wyzwał Joe na pojedynek podczas drugiej nocy The Great American Bash, który został oficjalnie ogłoszony.

#### Pojedynek o NXT Championship
W maju 2024 roku, Noam Dar i Oro Mensah z The Meta-Four zostali zaatakowani przez nieznanego napastnika, później okazało się, że był to debiutujący Ethan Page. 18 czerwca na odcinku NXT, Page wziął udział w 25-osobowym Battle Royalu, aby wyłonić pretendenta nr 1 do NXT Championship na Heatwave, ale Mensah zaatakował go zaledwie kilka sekund po walce i nigdy nie został oficjalnie wyeliminowany. Page wykorzystał to na swoją korzyść i przedarł się do walki o tytuł na Heatwave, którą wygrał. 16 lipca na odcinku NXT, Mensah zaatakował Page’a po jego udanej obronie tytułu i przypiął go. Tydzień później, coraz bardziej maniakalny Page argumentował, że przypięcie nie było oficjalne, ponieważ sędzia nie był obecny, tylko po to, by Mensah ponownie przypiął Page’a w obecności sędziego. Później tej nocy, Page zażądał od Generalnej Menadżerki NXT Avy, aby dała mu walkę o tytuł przeciwko Mensahowi. Ava ogłosiła, że podpisanie kontraktu odbędzie się w następnym tygodniu, a walkę o tytuł zaplanowano na drugi tydzień The Great American Bash.

#### Karmen Petrovic, Lola Vice i Sol Ruca vs. Fallon Henley, Jacy Jayne i Jazmyn Nyx
16 lipca na odcinku NXT, Lola Vice pokonała Jacy Jayne, ale po meczu została zaatakowana przez Jayne i jej sojuszników, Jazmyn Nyx i Fallon Henley. Jednak Karmen Petrovic i Sol Ruca, które kłócili się z trzema kobietami, wyszły, by uratować Vice. 27 lipca w filmie na X, Jayne, Nyx i Henley wyraziły frustrację, że nie udało im się zdobyć walki o WWE Women’s Tag Team Championship i zdecydowały, że wezmą sprawy w swoje ręce. Po kilku postach tam i z powrotem na X, Generalna Menadżerka NXT Ava zaplanowała six-woman tag team match pomiędzy obiema drużynami podczas pierwszej nocy The Great American Bash.

#### Trick Williams vs. Pete Dunne
Po utracie NXT Championship na Heatwave, Trick Williams zwrócił się do Pete’a Dunne’a z Raw o radę, ale Dunne powiedział Williamsowi, aby „rozmyślił to”. Tydzień później, Williams pokonał Cedrica Alexandra, ale Dunne zaatakował go po walce. W następnym odcinku, Williams wyzwał Dunne’a na pojedynek podczas drugiej nocy The Great American Bash, który został ogłoszony oficjalnie.

#### Pojedynek o NXT Tag Team Championship
9 lipca na odcinku NXT, Wes Lee odniósł się do niepowodzenia w odzyskaniu tytułu NXT North American Championship na Heatwave, pozornie ogłaszając, że odejdzie z NXT, ale przerwali mu jego byli koledzy ze stajni Rascalz, Trey Miguel i Zachary Wentz z TNA. Miguel i Wentz, wcześniej znany w NXT jako Nash Carter, przekonali Lee, aby ponownie się z nimi zjednoczył. Dwa tygodnie później, The Rascalz pokonali Je’Vona Evansa i NXT Tag Team Championów Axioma i Nathana Frazera w six-man tag team matchu po tym, jak Wentz przypiął Axioma. W następnym odcinku, Rascalz opowiedzieli, jak Lee i Wentz, ponownie używając swojej dawnej nazwy tag team, MSK, nigdy nie stracili tytułów i skupili się na ich odzyskaniu. Później ogłoszono, że MSK zmierzy się z Axiomem i Frazerem o tytuły podczas drugiej nocy The Great American Bash.

## Wyniki walk
| Nr                                 | Wyniki | Stypulacje                                         | Czas  |
| ---------------------------------- | --- | -------------------------------------------------- | ----- |
| 1                                  | The Unholy Union (Alba Fyre i Isla Dawn) (c) pokonały Meta-Four (Jakarę Jackson i Lash Legend) (z Oro Mensahem) poprzez pinfall                                   | Tag team match o WWE Women’s Tag Team Championship | 9:56  |
| 2                                  | Tony D’Angelo (c) (z Channingiem „Stacks” Lorenzo, Lucą Crusifino i Adrianą Rizzo) pokonał Taviona Heightsa (z Charlie Dempseyem i Mylesem Bornem) z wynikiem 2–1 | British Rounds Rules match o NXT Heritage Cup      | 8:32  |
| 3                                  | Cedric Alexander pokonał Brooksa Jensena poprzez pinfall | Singles match                                      | 5:01  |
| 4                                  | Jaida Parker pokonała Kendal Grey (z Carlee Bright) poprzez pinfall                                                                                               | Singles match                                      | 4:03  |
| 5                                  | Fallon Henley, Jacy Jayne i Jazmyn Nyx pokonały Karmen Petrovic, Lolę Vice i Sol Rucę poprzez pinfall                                                             | Six-woman tag team match                           | 12:57 |
| 6                                  | Roxanne Perez (c) pokonała Theę Hail (z Andre Chasem, Duke Hudsonem, Rileyem Osbornem i Ridge’em Hollandem) poprzez pinfall                                       | Singles match o NXT Women’s Championship           | 11:21 |
| (c) – mistrz/mistrzyni przed walką | |                                                    |       |

| Nr                                 | Wyniki | Stypulacje | Czas  |
| ---------------------------------- | --- | --- | ----- |
| 1                                  | Pete Dunne pokonał Tricka Willamsa poprzez pinfall                                                          | Singles match | 12:59 |
| 2                                  | Kelani Jordan (c) pokonała Tatum Paxley poprzez pinfall                                                     | Singles match o NXT Women’s North American Championship                                                                        | 10:03 |
| 3                                  | Ethan Page (c) pokonał Oro Mensaha (z Jakarą Jackson i Lash Legend) poprzez pinfall                         | Singles match o NXT Championship                                                                                               | 9:10  |
| 4                                  | Joe Hendry pokonał Joe Coffeya (z Markiem Coffeyem i Wolfgangiem) poprzez pinfall                           | Singles match | 8:12  |
| 5                                  | Wren Sinclair (z Charlie Dempseyem i Mylesem Bornem) pokonała Kendal Grey (z Carlee Bright) poprzez pinfall | Singles match Ponieważ Sinclar wygrała, dołączyła do No Quarter Catch Crew, a Charlie Dempsey zdobył walkę o NXT Heritage Cup. | 4:15  |
| 6                                  | Axiom i Nathan Frazer (c) pokonali MSK (Wesa Lee i Zachary’ego Wentza) (z Treyem Miguelem) poprzez pinfall  | Tag team match o NXT Tag Team Championship                                                                                     | 10:31 |
| (c) – mistrz/mistrzyni przed walką | | |       |